# Élections municipales de 2021 dans Lotbinière
Pour un article plus général, voir Élections municipales de 2021 en Chaudière-Appalaches.
Cet article concerne les élections municipales de 2021 en Chaudière-Appalaches dans la municipalité régionale de comté à Lotbinière .

## Lotbinière

### Dosquet
Résultats
|             | Élection (2017)                                                                                     | Dissolution (2021)                                                                          | Élection (2021)                                                                              |
| Maire       | Yvan Charest                                                                                        | Yvan Charest                                                                                | Yvan Charest                                                                                 |
| Conseillers | Christine L. Chagnon Mathieu Bibeau Brigitte Poulin Michel Moreau Claude Lachance Carole Desharnais | Sylvain Dubé Mathieu Bibeau Brigitte Poulin Michel Moreau Claude Lachance Carole Desharnais | Aglaée D'Auteuil Audrey Charest Sylvain Proulx Michel Moreau Claude Lachance Mathieu Lavigne |

| Candidats pour la mairie | Vote            | %               |
| ------------------------ | --------------- | --------------- |
| Yvan Charest (Sortant)   | Sans opposition | Sans opposition |

| Candidats conseiller #1 | Vote            | %               |
| ----------------------- | --------------- | --------------- |
| Aglaée D'Auteuil        | Sans opposition | Sans opposition |

| Candidats conseiller #2 | Vote            | %               |
| ----------------------- | --------------- | --------------- |
| Audrey Charest          | Sans opposition | Sans opposition |

| Candidats conseiller #3 | Vote            | %               |
| ----------------------- | --------------- | --------------- |
| Sylvain Proulx          | Sans opposition | Sans opposition |

| Candidats conseiller #4 | Vote            | %               |
| ----------------------- | --------------- | --------------- |
| Michel Moreau (Sortant) | Sans opposition | Sans opposition |

| Candidats conseiller #5   | Vote            | %               |
| ------------------------- | --------------- | --------------- |
| Claude Lachance (Sortant) | Sans opposition | Sans opposition |

| Candidats conseiller #6 | Vote            | %               |
| ----------------------- | --------------- | --------------- |
| Mathieu Lavigne         | Sans opposition | Sans opposition |

- Démission de Claude Lachance, conseiller #5, le 18 août 2023[1].

- Élection sans opposition de Justine Bouchard au poste de conseillère #5 le 5 novembre 2023[2].

| Candidats conseiller #5 | Vote            | %               |
| ----------------------- | --------------- | --------------- |
| Justine Bouchard        | Sans opposition | Sans opposition |

### Laurier-Station
Résultats
|             | Élection (2017)                                                                       | Dissolution (2021)                                                         | Élection (2021)                                                                                |
| Maire       | Pierrette Trépanier                                                                   | Pierrette Trépanier                                                        | Huguette Charest                                                                               |
| Conseillers | Frédéric Dion Huguette Charest Suzanne Croteau Marcel Legros Marcel Demers Guy Paquet | Vacant Huguette Charest Suzanne Croteau Marcel Legros Marcel Demers Vacant | William Arsenault Jessika Daigle Suzanne Croteau Marcel Legros Ghislain Beaulieu Denis Pérusse |

| Partis | Partis                        | Candidats pour la mairie       | Vote | %     |
| ------ | ----------------------------- | ------------------------------ | ---- | ----- |
|        | Équipe Vision Laurier-Station | Huguette Charest               | 624  | 65,55 |
|        |                               | Pierrette Trépanier (Sortante) | 328  | 34,45 |

| Partis | Partis                        | Candidats conseiller #1 | Vote            | %               |
| ------ | ----------------------------- | ----------------------- | --------------- | --------------- |
|        | Équipe Vision Laurier-Station | William Arsenault       | Sans opposition | Sans opposition |

| Partis | Partis                        | Candidats conseiller #2 | Vote            | %               |
| ------ | ----------------------------- | ----------------------- | --------------- | --------------- |
|        | Équipe Vision Laurier-Station | Jessika Daigle          | Sans opposition | Sans opposition |

| Partis | Partis                        | Candidats conseiller #3   | Vote            | %               |
| ------ | ----------------------------- | ------------------------- | --------------- | --------------- |
|        | Équipe Vision Laurier-Station | Suzanne Croteau (Sortant) | Sans opposition | Sans opposition |

| Partis | Partis                        | Candidats conseiller #4 | Vote | %     |
| ------ | ----------------------------- | ----------------------- | ---- | ----- |
|        | Équipe Vision Laurier-Station | Marcel Legros (Sortant) | 532  | 56,18 |
|        |                               | Marcel Demers           | 415  | 43,82 |

| Partis | Partis                        | Candidats conseiller #5 | Vote            | %               |
| ------ | ----------------------------- | ----------------------- | --------------- | --------------- |
|        | Équipe Vision Laurier-Station | Ghislain Beaulieu       | Sans opposition | Sans opposition |

| Partis | Partis                        | Candidats conseiller #6 | Vote | %     |
| ------ | ----------------------------- | ----------------------- | ---- | ----- |
|        | Équipe Vision Laurier-Station | Denis Pérusse           | 643  | 68,55 |
|        |                               | Sylvie Castonguay       | 295  | 31,45 |

### Leclercville
Résultats
|             | Élection (2017)                                                                                | Dissolution (2021)                                                                                     | Élection (2021)                                                                                |
| Maire       | Marcel Richard                                                                                 | Denis Richard                                                                                          | Denis Richard                                                                                  |
| Conseillers | Benoît Lemay Francis Laliberté Dominique Drolet Bruno Desrochers Pierre-Yves Lemay Denis Auger | Charles-Étienne Beaudet Francis Laliberté Sophie Bédard Bruno Desrochers Pierre-Yves Lemay Denis Auger | Charles-Étienne Beaudet Maxime Guimond Sophie Bédard Anthony Richard Johanne Lemay Denis Auger |

| Candidats pour la mairie | Vote            | %               |
| ------------------------ | --------------- | --------------- |
| Denis Richard (Sortant)  | Sans opposition | Sans opposition |

| Candidats conseiller #1           | Vote            | %               |
| --------------------------------- | --------------- | --------------- |
| Charles-Étienne Beaudet (Sortant) | Sans opposition | Sans opposition |

| Candidats conseiller #2 | Vote | %     |
| ----------------------- | ---- | ----- |
| Maxime Guimond          | 98   | 50,52 |
| Robert Guénette         | 61   | 31,44 |
| Dominique Beaudet       | 35   | 18,04 |

| Candidats conseiller #2  | Vote | %     |
| ------------------------ | ---- | ----- |
| Sophie Bédard (Sortante) | 153  | 77,66 |
| Normand Beaudet          | 44   | 22,34 |

| Candidats conseiller #4 | Vote            | %               |
| ----------------------- | --------------- | --------------- |
| Anthony Richard         | Sans opposition | Sans opposition |

| Candidats conseiller #5 | Vote            | %               |
| ----------------------- | --------------- | --------------- |
| Johanne Lemay           | Sans opposition | Sans opposition |

| Candidats conseiller #6 | Vote            | %               |
| ----------------------- | --------------- | --------------- |
| Denis Auger (Sortant)   | Sans opposition | Sans opposition |

### Lotbinière
Résultats
|             | Élection (2017)                                                                      | Dissolution (2021)                                                                  | Élection (2021)                                          |
| Maire       | Jean Bergeron                                                                        | Jean Bergeron                                                                       | Aucune candidature                                       |
| Conseillers | Robert Lortie Sylvain Pillenière Phillipe Jean Michel Landry Guy Durand Gérald Lemay | Pierre Lemay Sylvain Pillenière Phillipe Jean Michel Landry Guy Durand Gérald Lemay | Aucune candidature Sylvain Pillenière Aucune candidature |

| Candidats pour la mairie | Vote | % |
| ------------------------ | ---- | - |
| Aucune candidature       |      |   |

| Candidats conseiller #1 | Vote | % |
| ----------------------- | ---- | - |
| Aucune candidature      |      |   |

| Candidats conseiller #2      | Vote            | %               |
| ---------------------------- | --------------- | --------------- |
| Sylvain Pillenière (Sortant) | Sans opposition | Sans opposition |

| Candidats conseiller #3 | Vote | % |
| ----------------------- | ---- | - |
| Aucune candidature      |      |   |

| Candidats conseiller #4 | Vote | % |
| ----------------------- | ---- | - |
| Aucune candidature      |      |   |

| Candidats conseiller #5 | Vote | % |
| ----------------------- | ---- | - |
| Aucune candidature      |      |   |

| Candidats conseiller #6 | Vote | % |
| ----------------------- | ---- | - |
| Aucune candidature      |      |   |

- Élection sans opposition le 17 décembre 2021[3],[4]:
  - Jean Bergeron au poste de maire
  - Nadine Demers au poste de conseillère #1
  - Jean Philippe au poste de conseiller #3
  - Guy Lemay au poste de conseiller #4
  - Pierre Lemay au poste de conseiller #5
  - Marin Groleau au poste de conseiller #6

| Candidats pour la mairie | Vote            | %               |
| ------------------------ | --------------- | --------------- |
| Jean Bergeron (sortant)  | Sans opposition | Sans opposition |

| Candidats conseiller #1 | Vote            | %               |
| ----------------------- | --------------- | --------------- |
| Nadine Demers           | Sans opposition | Sans opposition |

| Candidats conseiller #3 | Vote            | %               |
| ----------------------- | --------------- | --------------- |
| Jean Philippe (sortant) | Sans opposition | Sans opposition |

| Candidats conseiller #4 | Vote            | %               |
| ----------------------- | --------------- | --------------- |
| Guy Lemay               | Sans opposition | Sans opposition |

| Candidats conseiller #5 | Vote            | %               |
| ----------------------- | --------------- | --------------- |
| Pierre Lemay            | Sans opposition | Sans opposition |

| Candidats conseiller #6 | Vote            | %               |
| ----------------------- | --------------- | --------------- |
| Marin Groleau           | Sans opposition | Sans opposition |

- Robert Péloquin remplace Guy Lemay au poste de conseiller #4 en cours de mandat.

### Notre-Dame-du-Sacré-Cœur-d'Issoudun
Résultats
|             | Élection (2017)                                                                                       | Dissolution (2021)                                                                                    | Élection (2021)                                                                                       |
| Maire       | Annie Thériault                                                                                       | Annie Thériault                                                                                       | Annie Thériault                                                                                       |
| Conseillers | Marco Julien René Bergeron Bertrand Le Grand Gaston L'Heureux Fernand Brousseau Jean-François Messier | Marco Julien René Bergeron Bertrand Le Grand Gaston L'Heureux Fernand Brousseau Jean-François Messier | Marco Julien René Bergeron Bertrand Le Grand Gaston L'Heureux Fernand Brousseau Jean-François Messier |

| Candidats pour la mairie       | Vote            | %               |
| ------------------------------ | --------------- | --------------- |
| Annie Thériault (Sortante)     | Sans opposition | Sans opposition |
| Taux de participation : 64,1 % |                 |                 |

| Candidats conseiller #1 | Vote            | %               |
| ----------------------- | --------------- | --------------- |
| Marco Julien (Sortant)  | Sans opposition | Sans opposition |

| Candidats conseiller #2 | Vote            | %               |
| ----------------------- | --------------- | --------------- |
| René Bergeron (Sortant) | Sans opposition | Sans opposition |

| Candidats conseiller #3     | Vote            | %               |
| --------------------------- | --------------- | --------------- |
| Bertrand Le Grand (Sortant) | Sans opposition | Sans opposition |

| Candidats conseiller #4    | Vote            | %               |
| -------------------------- | --------------- | --------------- |
| Gaston L'Heureux (Sortant) | Sans opposition | Sans opposition |

| Candidats conseiller #5     | Vote            | %               |
| --------------------------- | --------------- | --------------- |
| Fernand Brousseau (Sortant) | Sans opposition | Sans opposition |

| Candidats conseiller #6         | Vote            | %               |
| ------------------------------- | --------------- | --------------- |
| Jean-François Messier (Sortant) | Sans opposition | Sans opposition |

### Saint-Agapit
Résultats
|             | Élection (2017)                                                                                       | Dissolution (2021)                                                                                    | Élection (2021)                                                                                    |
| Maire       | Yves Gingras                                                                                          | Yves Gingras                                                                                          | Yves Gingras                                                                                       |
| Conseillers | Claudette Desrochers Marc-Antoine Drouin Sylvain Vidal Micheline Beaudet Pierre Audesse Simon Boucher | Claudette Desrochers Marc-Antoine Drouin Sylvain Vidal Micheline Beaudet Pierre Audesse Simon Boucher | Manon Provencher Marc-Antoine Drouin Sylvain Vidal Micheline Beaudet Pierre Audesse Bernard Breton |

| Partis | Partis         | Candidats pour la mairie | Vote            | %               |
| ------ | -------------- | ------------------------ | --------------- | --------------- |
|        | Équipe Gingras | Yves Gingras (Sortant)   | Sans opposition | Sans opposition |

| Partis | Partis         | Candidats district #1 | Vote            | %               |
| ------ | -------------- | --------------------- | --------------- | --------------- |
|        | Équipe Gingras | Manon Provencher      | Sans opposition | Sans opposition |

| Partis | Partis         | Candidats district #2         | Vote            | %               |
| ------ | -------------- | ----------------------------- | --------------- | --------------- |
|        | Équipe Gingras | Marc-Antoine Drouin (Sortant) | Sans opposition | Sans opposition |

| Partis | Partis         | Candidats district #3   | Vote            | %               |
| ------ | -------------- | ----------------------- | --------------- | --------------- |
|        | Équipe Gingras | Sylvain Vidal (Sortant) | Sans opposition | Sans opposition |

| Partis | Partis         | Candidats district #4       | Vote            | %               |
| ------ | -------------- | --------------------------- | --------------- | --------------- |
|        | Équipe Gingras | Micheline Beaudet (Sortant) | Sans opposition | Sans opposition |

| Partis | Partis         | Candidats district #5    | Vote            | %               |
| ------ | -------------- | ------------------------ | --------------- | --------------- |
|        | Équipe Gingras | Pierre Audesse (Sortant) | Sans opposition | Sans opposition |

| Partis | Partis         | Candidats district #6 | Vote            | %               |
| ------ | -------------- | --------------------- | --------------- | --------------- |
|        | Équipe Gingras | Bernard Breton        | Sans opposition | Sans opposition |

### Saint-Antoine-de-Tilly
Résultats
|             | Élection (2017)                                                                          | Dissolution (2021)                                                                               | Élection (2021)                                                                                          |
| Maire       | Christian Richard                                                                        | Christian Richard                                                                                | Guy Lafleur                                                                                              |
| Conseillers | Guy Lafleur Christiane Nadeau Jérôme Pagé Serge Genest Émile Brassard Guillaume Dusablon | Guy Lafleur Christiane Nadeau Jérôme Pagé Serge Genest Louis-Gabriel Bélanger Guillaume Dusablon | Myriam Lambert-Dumas Christiane Nadeau Jérôme Pagé Valérie Caron Louis-Gabriel Bélanger Gaétan Laliberté |

| Candidats pour la mairie               | Vote            | %               |
| -------------------------------------- | --------------- | --------------- |
| Guy Lafleur (Sortant d'un autre poste) | Sans opposition | Sans opposition |

| Candidats conseiller #1 | Vote            | %               |
| ----------------------- | --------------- | --------------- |
| Myriam Lambert-Dumas    | Sans opposition | Sans opposition |

| Candidats conseiller #2      | Vote            | %               |
| ---------------------------- | --------------- | --------------- |
| Christiane Nadeau (Sortante) | Sans opposition | Sans opposition |

| Candidats conseiller #3 | Vote | %     |
| ----------------------- | ---- | ----- |
| Jérôme Paré (Sortante)  | 190  | 51,63 |
| Richard Bellemare       | 178  | 48,37 |

| Candidats conseiller #4 | Vote            | %               |
| ----------------------- | --------------- | --------------- |
| Valérie Caron           | Sans opposition | Sans opposition |

| Candidats conseiller #5          | Vote            | %               |
| -------------------------------- | --------------- | --------------- |
| Louis-Gabriel Bélanger (Sortant) | Sans opposition | Sans opposition |

| Candidats conseiller #6 | Vote            | %               |
| ----------------------- | --------------- | --------------- |
| Gaétan Laliberté        | Sans opposition | Sans opposition |

- Invalidation du mandat de Louis-Gabriel Bélanger conseiller #5, en raison de plusieurs absences au séance du conseil[5].

- Démission de Christiane Nadeau, conseillère #2, avant septembre 2022[5].

- Démission de Guy Lafleur, maire, le 2 septembre 2022 pour des raisons personnelles[5]. Myriam Lambert-Dumas, conseillère #1, exerce la fonction de mairesse suppléante pendant l'intérim[5].

- Élection de Richard Bellemare au poste de maire, de Gilles Boisvert au poste de conseiller #2 et de Louis-Gabriel Bélanger au poste de conseiller #5 le 30 octobre 2022[6].

| Candidats pour la mairie | Vote        | %     |
| ------------------------ | ----------- | ----- |
| Richard Bellemare        | 446         | 91,58 |
| Pierre-Gilles Tremblay   | 41          | 8,42  |
| Bulletins rejetés        | 1           |       |
| Taux de participation    | 488 / 1 474 | 33,11 |

| Candidats conseiller #2 | Vote            | %               |
| ----------------------- | --------------- | --------------- |
| Gilles Boisvert         | Sans opposition | Sans opposition |

| Candidats conseiller #5                      | Vote        | %     |
| -------------------------------------------- | ----------- | ----- |
| Louis-Gabriel Bélanger (sortant de ce poste) | 255         | 53,35 |
| Christian Laroche                            | 223         | 46,65 |
| Bulletins rejetés                            | 10          |       |
| Taux de participation                        | 488 / 1 474 | 33,11 |

### Saint-Apollinaire
Résultats
|             | Élection (2017)                                                                                       | Dissolution (2021)                                                                                    | Élection (2021)                                                                                           |
| Maire       | Bernard Ouellet                                                                                       | Bernard Ouellet                                                                                       | Jonathan Moreau                                                                                           |
| Conseillers | Daniel Laflamme Jean-Pierre Lamontagne Jonathan Moreau Julie Rousseau André Sévigny Alexandre D'Amour | Daniel Laflamme Jean-Pierre Lamontagne Jonathan Moreau Julie Rousseau André Sévigny Alexandre D'Amour | Daniel Laflamme Jean-Pierre Lamontagne Jason Bergeron Prescylla Bégin Denis Désaulniers Alexandre D'Amour |

| Candidats pour la mairie                   | Vote            | %               |
| ------------------------------------------ | --------------- | --------------- |
| Jonathan Moreau (Sortant d'un autre poste) | Sans opposition | Sans opposition |

| Candidats conseiller #1   | Vote            | %               |
| ------------------------- | --------------- | --------------- |
| Daniel Laflamme (Sortant) | Sans opposition | Sans opposition |

| Candidats conseiller #2          | Vote            | %               |
| -------------------------------- | --------------- | --------------- |
| Jean-Pierre Lamontagne (Sortant) | Sans opposition | Sans opposition |

| Candidats conseiller #3 | Vote            | %               |
| ----------------------- | --------------- | --------------- |
| Jason Bergeron          | Sans opposition | Sans opposition |

| Candidats conseiller #4 | Vote            | %               |
| ----------------------- | --------------- | --------------- |
| Prescylla Bégin         | Sans opposition | Sans opposition |

| Candidats conseiller #5 | Vote            | %               |
| ----------------------- | --------------- | --------------- |
| Denis Désaulniers       | Sans opposition | Sans opposition |

| Candidats conseiller #6     | Vote            | %               |
| --------------------------- | --------------- | --------------- |
| Alexandre D'Amour (Sortant) | Sans opposition | Sans opposition |

### Sainte-Agathe-de-Lotbinière
Résultats
|             | Élection (2017)                                                                              | Dissolution (2021)                                                                           | Élection (2021)                                                                               |
| Maire       | Gilbert Breton                                                                               | Gilbert Breton                                                                               | Gilbert Breton                                                                                |
| Conseillers | Guylain Bolduc Daniel Desrochers Émmanuel Séguin Marylin Shallow Suzanne Cyr Guylaine Napert | Guylain Bolduc Daniel Desrochers Émmanuel Séguin Marylin Shallow Suzanne Cyr Guylaine Napert | Allan McCaffrey Daniel Desrochers Émmanuel Séguin Marylin Shallow Suzanne Cyr Guylaine Napert |

| Candidats pour la mairie | Vote            | %               |
| ------------------------ | --------------- | --------------- |
| Gilbert Breton (Sortant) | Sans opposition | Sans opposition |

| Candidats conseiller #1 | Vote            | %               |
| ----------------------- | --------------- | --------------- |
| Allan McCaffrey         | Sans opposition | Sans opposition |

| Candidats conseiller #2     | Vote            | %               |
| --------------------------- | --------------- | --------------- |
| Daniel Desrochers (Sortant) | Sans opposition | Sans opposition |

| Candidats conseiller #3   | Vote            | %               |
| ------------------------- | --------------- | --------------- |
| Émmanuel Séguin (Sortant) | Sans opposition | Sans opposition |

| Candidats conseiller #4    | Vote            | %               |
| -------------------------- | --------------- | --------------- |
| Marylin Shallow (Sortante) | Sans opposition | Sans opposition |

| Candidats conseiller #5 | Vote            | %               |
| ----------------------- | --------------- | --------------- |
| Suzanne Cyr (Sortante)  | Sans opposition | Sans opposition |

| Candidats conseiller #6    | Vote            | %               |
| -------------------------- | --------------- | --------------- |
| Guylaine Napert (Sortante) | Sans opposition | Sans opposition |

### Sainte-Croix
Résultats
|             | Élection (2017)                                                                                  | Dissolution (2021)                                                                               | Élection (2021)                                                                        |
| Maire       | Jacques Gauthier                                                                                 | Jacques Gauthier                                                                                 | Stéphane Dion                                                                          |
| Conseillers | Gesa Wehmeyer-Laplante Jean-Pierre Ducruc Michel Routhier Jean Lecours Guy Boucher Carmen Demers | Gesa Wehmeyer-Laplante Jean-Pierre Ducruc Michel Routhier Jean Lecours Guy Boucher Carmen Demers | Mylène Nault Marc-Olivier Habel Mélanie Picard Alex Papineau Sophie Côté Carmen Demers |

| Taux de participation :                | Taux de participation :                | Taux de participation :                | Taux de participation :                | Taux de participation :                | 48,9 % |
| Nombre de votes valides :              | Nombre de votes valides :              | Nombre de votes valides :              | Nombre de votes valides :              | Nombre de votes valides :              | 998    |
| Nombre de votes rejetées à la mairie : | Nombre de votes rejetées à la mairie : | Nombre de votes rejetées à la mairie : | Nombre de votes rejetées à la mairie : | Nombre de votes rejetées à la mairie : | 11     |
| Nombre d'électeurs inscrits :          | Nombre d'électeurs inscrits :          | Nombre d'électeurs inscrits :          | Nombre d'électeurs inscrits :          | Nombre d'électeurs inscrits :          | 2 063  |

| Partis | Partis            | Candidats pour la mairie                | Vote | %     |
| ------ | ----------------- | --------------------------------------- | ---- | ----- |
|        | POUR SAINTE-CROIX | Stéphane Dion                           | 617  | 61,62 |
|        | Indépendant       | Jean Lecours (Sortant d'un autre poste) | 381  | 38,18 |

| Partis | Partis            | Candidats conseiller #1 | Vote | %     |
| ------ | ----------------- | ----------------------- | ---- | ----- |
|        | POUR SAINTE-CROIX | Mylène Neault           | 609  | 61,52 |
|        | Indépendant       | Russel Bouchard         | 381  | 38,48 |

| Partis | Partis            | Candidats conseiller #2 | Vote | %     |
| ------ | ----------------- | ----------------------- | ---- | ----- |
|        | POUR SAINTE-CROIX | Marc-Olivier Habel      | 641  | 64,62 |
|        | Indépendant       | Patrick Huot            | 351  | 35,38 |

| Partis | Partis            | Candidats conseiller #3 | Vote | %     |
| ------ | ----------------- | ----------------------- | ---- | ----- |
|        | POUR SAINTE-CROIX | Mélanie Picard          | 637  | 63,83 |
|        | Indépendant       | Bernard Lepage          | 361  | 36,17 |

| Partis | Partis            | Candidats conseiller #4 | Vote | %     |
| ------ | ----------------- | ----------------------- | ---- | ----- |
|        | POUR SAINTE-CROIX | Alex Papineau           | 539  | 54,17 |
|        | Indépendant       | Michel Cameron          | 362  | 36,38 |
|        | Indépendant       | Paul Lacombe            | 94   | 9,45  |

| Partis | Partis            | Candidats conseiller #5 | Vote | %     |
| ------ | ----------------- | ----------------------- | ---- | ----- |
|        | POUR SAINTE-CROIX | Sophie Côté             | 611  | 61,10 |
|        | Indépendant       | Guy Boucher (Sortant)   | 389  | 38,90 |

| Partis | Partis            | Candidats conseiller #6 | Vote | %     |
| ------ | ----------------- | ----------------------- | ---- | ----- |
|        | Indépendant       | Carmen Demers (Sortant) | 527  | 52,81 |
|        | POUR SAINTE-CROIX | Cynthia Morin           | 471  | 47,19 |

### Saint-Édouard-de-Lotbinière
Résultats
|             | Élection (2017)                                                                         | Dissolution (2021)                                                                       | Élection (2021)                                                                          |
| Maire       | Denise Poulin                                                                           | Denise Poulin                                                                            | Denise Poulin                                                                            |
| Conseillers | Patrice Lemay Sébastien Leclerc André Leclerc Lina Trépanier André Poulin Marco Leclerc | Patrice Lemay Sébastien Leclerc André Leclerc Lina Trépanier André Poulin Mylène Bernier | Patrice Lemay Sébastien Leclerc André Leclerc Lina Trépanier André Poulin Mylène Bernier |

| Candidats pour la mairie | Vote            | %               |
| ------------------------ | --------------- | --------------- |
| Denise Poulin (Sortante) | Sans opposition | Sans opposition |

| Candidats conseiller #1 | Vote            | %               |
| ----------------------- | --------------- | --------------- |
| Patrice Lemay (Sortant) | Sans opposition | Sans opposition |

| Candidats conseiller #2     | Vote            | %               |
| --------------------------- | --------------- | --------------- |
| Sébastien Leclerc (Sortant) | Sans opposition | Sans opposition |

| Candidats conseiller #3 | Vote            | %               |
| ----------------------- | --------------- | --------------- |
| André Leclerc (Sortant) | Sans opposition | Sans opposition |

| Candidats conseiller #4   | Vote            | %               |
| ------------------------- | --------------- | --------------- |
| Lina Trépanier (Sortante) | Sans opposition | Sans opposition |

| Candidats conseiller #5 | Vote            | %               |
| ----------------------- | --------------- | --------------- |
| André Poulin (Sortant)  | Sans opposition | Sans opposition |

| Candidats conseiller #6  | Vote            | %               |
| ------------------------ | --------------- | --------------- |
| Mylène Bernier (Sortant) | Sans opposition | Sans opposition |

### Saint-Flavien
Résultats
|             | Élection (2017)                                                                           | Dissolution (2021)                                                                        | Élection (2021)                                                                               |
| Maire       | Normand Côté                                                                              | Normand Côté                                                                              | Normand Côté                                                                                  |
| Conseillers | Lucie Bédard Sylvain T. Bouffard Serge Bérubé Michel Leclerc Éric Lepage Patrick Rousseau | Lucie Bédard Sylvain T. Bouffard Serge Bérubé Michel Leclerc Éric Lepage Patrick Rousseau | Serge Bérubé Sylvain T. Bouffard Jessyka Bergeron Georges Perron Éric Lepage Patrick Rousseau |

| Candidats pour la mairie | Vote            | %               |
| ------------------------ | --------------- | --------------- |
| Normand Côté (Sortant)   | Sans opposition | Sans opposition |

| Candidats district #1                   | Vote            | %               |
| --------------------------------------- | --------------- | --------------- |
| Serge Bérubé (Sortant d'un autre poste) | Sans opposition | Sans opposition |

| Candidats district #2         | Vote            | %               |
| ----------------------------- | --------------- | --------------- |
| Sylvain T. Bouffard (Sortant) | Sans opposition | Sans opposition |

| Candidats district #3 | Vote            | %               |
| --------------------- | --------------- | --------------- |
| Jessyka Bergeron      | Sans opposition | Sans opposition |

| Candidats district #4 | Vote            | %               |
| --------------------- | --------------- | --------------- |
| Georges Perron        | Sans opposition | Sans opposition |

| Candidats district #5 | Vote            | %               |
| --------------------- | --------------- | --------------- |
| Éric Lepage (Sortant) | Sans opposition | Sans opposition |

| Candidats district #6      | Vote            | %               |
| -------------------------- | --------------- | --------------- |
| Patrick Rousseau (Sortant) | Sans opposition | Sans opposition |

### Saint-Gilles
Résultats
|             | Élection (2017)                                                                              | Dissolution (2021)                                                                           | Élection (2021)                                                                              |
| Maire       | Robert Samson                                                                                | Robert Samson                                                                                | Robert Samson                                                                                |
| Conseillers | Gérard Grondin Bruno Montminy Patricia St-Hilaire Carole Dubois Yvan Champagne Jimmy Richard | Gérard Grondin Bruno Montminy Patricia St-Hilaire Carole Dubois Yvan Champagne Jimmy Richard | Gérard Grondin Bruno Montminy Patricia St-Hilaire Carole Dubois Yvan Champagne Jimmy Richard |

| Candidats pour la mairie | Vote            | %               |
| ------------------------ | --------------- | --------------- |
| Robert Samson (Sortant)  | Sans opposition | Sans opposition |

| Candidats conseiller #1  | Vote            | %               |
| ------------------------ | --------------- | --------------- |
| Gérard Grondin (Sortant) | Sans opposition | Sans opposition |

| Candidats conseiller #2  | Vote            | %               |
| ------------------------ | --------------- | --------------- |
| Bruno Montminy (Sortant) | Sans opposition | Sans opposition |

| Candidats conseiller #3        | Vote            | %               |
| ------------------------------ | --------------- | --------------- |
| Patricia St-Hilaire (Sortante) | Sans opposition | Sans opposition |

| Candidats conseiller #4  | Vote            | %               |
| ------------------------ | --------------- | --------------- |
| Carole Dubois (Sortante) | Sans opposition | Sans opposition |

| Candidats conseiller #5  | Vote            | %               |
| ------------------------ | --------------- | --------------- |
| Yvan Champagne (Sortant) | Sans opposition | Sans opposition |

| Candidats conseiller #6 | Vote            | %               |
| ----------------------- | --------------- | --------------- |
| Jimmy Richard (Sortant) | Sans opposition | Sans opposition |

### Saint-Janvier-de-Joly
Résultats
|             | Élection (2017)                                                                                                   | Dissolution (2021)                                                                                                | Élection (2021)                                                                                        |
| Maire       | Bernard Fortier                                                                                                   | Bernard Fortier                                                                                                   | Bernard Fortier                                                                                        |
| Conseillers | Bernard Beaulieu Audrey Gingras Dominique Turmel Rolande Lacasse Maurice Faucher Marie-Christine Bergeron-Laroche | Bernard Beaulieu Audrey Gingras Dominique Turmel Rolande Lacasse Maurice Faucher Marie-Christine Bergeron-Laroche | Jean-Claude Lecours Audrey Gingras Dominic Turmel Rolande Lacasse Jean-Claude Fortier Stéphane Brideau |

| Candidats pour la mairie  | Vote            | %               |
| ------------------------- | --------------- | --------------- |
| Bernard Fortier (Sortant) | Sans opposition | Sans opposition |

| Candidats conseiller #1 | Vote            | %               |
| ----------------------- | --------------- | --------------- |
| Jean-Claude Lecours     | Sans opposition | Sans opposition |

| Candidats conseiller #2   | Vote            | %               |
| ------------------------- | --------------- | --------------- |
| Audrey Gingras (Sortante) | Sans opposition | Sans opposition |

| Candidats conseiller #3                     | Vote | %     |
| ------------------------------------------- | ---- | ----- |
| Dominic Turmel (Sortant)                    | 251  | 65,19 |
| Bernard Beaulieu (Sortant d'un autre poste) | 134  | 34,81 |

| Candidats conseiller #4   | Vote            | %               |
| ------------------------- | --------------- | --------------- |
| Rolande Lacasse (Sortant) | Sans opposition | Sans opposition |

| Candidats conseiller #5 | Vote            | %               |
| ----------------------- | --------------- | --------------- |
| Jean-Claude Fortier     | Sans opposition | Sans opposition |

| Candidats conseiller #6 | Vote | %     |
| ----------------------- | ---- | ----- |
| Stéphane Brideau        | 269  | 70,05 |
| Isabelle Rabouin        | 115  | 29,95 |

### Saint-Narcisse-de-Beaurivage
Résultats
|             | Élection (2017)                                                                        | Dissolution (2021)                                                                     | Élection (2021)                                                               |
| Maire       | Denis Dion                                                                             | Denis Dion                                                                             | Denis Dion                                                                    |
| Conseillers | Sylvie Vachon Mario Picard Jean Bilodeau-Fontaine Mireille Caux Roger Samson Yves Joly | Sylvie Vachon Mario Picard Jean Bilodeau-Fontaine Mireille Caux Roger Samson Yves Joly | Jason Gourde Mario Picard Matthew Poulin Mireille Caux Roger Samson Yves Joly |

| Candidats pour la mairie | Vote            | %               |
| ------------------------ | --------------- | --------------- |
| Denis Dion (Sortant)     | Sans opposition | Sans opposition |

| Candidats conseiller #1  | Vote | %     |
| ------------------------ | ---- | ----- |
| Jason Gourde             | 335  | 68,23 |
| Sylvie Vachon (Sortante) | 156  | 31,77 |

| Candidats conseiller #2 | Vote            | %               |
| ----------------------- | --------------- | --------------- |
| Mario Picard (Sortant)  | Sans opposition | Sans opposition |

| Candidats conseiller #3          | Vote | %     |
| -------------------------------- | ---- | ----- |
| Matthew Poulin                   | 316  | 64,49 |
| Jean Bilodeau-Fontaine (Sortant) | 174  | 35,51 |

| Candidats conseiller #4  | Vote            | %               |
| ------------------------ | --------------- | --------------- |
| Mireille Caux (Sortante) | Sans opposition | Sans opposition |

| Candidats conseiller #5 | Vote            | %               |
| ----------------------- | --------------- | --------------- |
| Roger Samson (Sortant)  | Sans opposition | Sans opposition |

| Candidats conseiller #2 | Vote | %     |
| ----------------------- | ---- | ----- |
| Yves Joly (Sortant)     | 252  | 51,22 |
| Mélanie Corriveau       | 240  | 48,78 |

### Saint-Patrice-de-Beaurivage
Résultats
|             | Élection (2017)                                                                                | Dissolution (2021)                                                              | Élection (2021)                                                                                          |
| Maire       | Claude Fortin                                                                                  | Samuel Boudreault                                                               | Samuel Boudreault                                                                                        |
| Conseillers | Richard Breton Samuel Nadeau Samuel Boudreault Simon Therrien Nicole Viel Noonan Karine Demers | Richard Breton Samuel Nadeau Vacant Simon Therrien France Germain Karine Demers | Richard Breton Andréanne Boulanger Yockell Claude Marie-Pierre Fortin Patrice Lefrançois Sylvie Laplante |

| Partis | Partis            | Candidats pour la mairie    | Vote            | %               |
| ------ | ----------------- | --------------------------- | --------------- | --------------- |
|        | Action St-Patrice | Samuel Boudreault (Sortant) | Sans opposition | Sans opposition |

| Partis | Partis            | Candidats conseiller #1  | Vote | %     |
| ------ | ----------------- | ------------------------ | ---- | ----- |
|        | Indépendant       | Richard Breton (Sortant) | 257  | 50,39 |
|        | Action St-Patrice | Gary Vail                | 253  | 49,61 |

| Partis | Partis            | Candidats conseiller #2 | Vote            | %               |
| ------ | ----------------- | ----------------------- | --------------- | --------------- |
|        | Action St-Patrice | Andréanne Boulanger     | Sans opposition | Sans opposition |

| Partis | Partis            | Candidats conseiller #3  | Vote | %     |
| ------ | ----------------- | ------------------------ | ---- | ----- |
|        | Action St-Patrice | Yockell Claude           | 257  | 50,10 |
|        | Indépendant       | Simon Therrien (Sortant) | 256  | 49,90 |

| Partis | Partis            | Candidats conseiller #4 | Vote            | %               |
| ------ | ----------------- | ----------------------- | --------------- | --------------- |
|        | Action St-Patrice | Marie-Pierre Fortin     | Sans opposition | Sans opposition |

| Partis | Partis            | Candidats conseiller #5 | Vote            | %               |
| ------ | ----------------- | ----------------------- | --------------- | --------------- |
|        | Action St-Patrice | Patrice Lefrançois      | Sans opposition | Sans opposition |

| Partis | Partis            | Candidats conseiller #6 | Vote            | %               |
| ------ | ----------------- | ----------------------- | --------------- | --------------- |
|        | Action St-Patrice | Sylvie Laplante         | Sans opposition | Sans opposition |

### Saint-Sylvestre
Résultats
|             | Élection (2017)                                                                      | Dissolution (2021)                                                           | Élection (2021)                                                                 |
| Maire       | Mario Grenier                                                                        | Étienne Parent                                                               | Nancy Lehoux                                                                    |
| Conseillers | Gilbert Bilodeau Nancy Lehoux Roger Couture Sonia Lehoux Étienne Parent Steve Houley | Gilbert Bilodeau Nancy Lehoux Roger Couture Sonia Lehoux Vacant Steve Houley | Gilbert Bilodeau Line Nadeau Eric Gobeil Sonia Lehoux Laval Breton Steve Houley |

| Candidats pour la mairie                 | Vote            | %               |
| ---------------------------------------- | --------------- | --------------- |
| Nancy Lehoux (Sortante d'un autre poste) | Sans opposition | Sans opposition |

| Candidats conseiller #1    | Vote            | %               |
| -------------------------- | --------------- | --------------- |
| Gilbert Bilodeau (Sortant) | Sans opposition | Sans opposition |

| Candidats conseiller #2 | Vote            | %               |
| ----------------------- | --------------- | --------------- |
| Line Nadeau             | Sans opposition | Sans opposition |

| Candidats conseiller #3 | Vote            | %               |
| ----------------------- | --------------- | --------------- |
| Éric Gobeil             | Sans opposition | Sans opposition |

| Candidats conseiller #4 | Vote            | %               |
| ----------------------- | --------------- | --------------- |
| Sonia Lehoux (Sortante) | Sans opposition | Sans opposition |

| Candidats conseiller #5 | Vote            | %               |
| ----------------------- | --------------- | --------------- |
| Laval Breton            | Sans opposition | Sans opposition |

| Candidats conseiller #6 | Vote            | %               |
| ----------------------- | --------------- | --------------- |
| Steve Houley (Sortant)  | Sans opposition | Sans opposition |

### Val-Alain
Résultats
|             | Élection (2017)                                                                                            | Dissolution (2021)                                                                                  | Élection (2021)                                                                                       |
| Maire       | Daniel Turcotte                                                                                            | Daniel Turcotte                                                                                     | Daniel Turcotte                                                                                       |
| Conseillers | Pauline Dubois Manon Olivier André Samson Marie-Ève Marcotte-Bussière Isabelle Laroche Alexandre Thomassin | Pauline Dubois Vacant André Samson Marie-Ève Marcotte-Bussière Isabelle Laroche Alexandre Thomassin | Pauline Dubois Camil Samson André Samson Marie-Ève Marcotte-Bussière Isabelle Laroche Matthieu Giroux |

| Candidats pour la mairie  | Vote            | %               |
| ------------------------- | --------------- | --------------- |
| Daniel Turcotte (Sortant) | Sans opposition | Sans opposition |

| Candidats conseiller #1   | Vote            | %               |
| ------------------------- | --------------- | --------------- |
| Pauline Dubois (Sortante) | Sans opposition | Sans opposition |

| Candidats conseiller #2 | Vote            | %               |
| ----------------------- | --------------- | --------------- |
| Camil Samson            | Sans opposition | Sans opposition |

| Candidats conseiller #3 | Vote            | %               |
| ----------------------- | --------------- | --------------- |
| André Samson (Sortant)  | Sans opposition | Sans opposition |

| Candidats conseiller #4                | Vote            | %               |
| -------------------------------------- | --------------- | --------------- |
| Marie-Ève Marcotte-Bussière (Sortante) | Sans opposition | Sans opposition |

| Candidats conseiller #5     | Vote            | %               |
| --------------------------- | --------------- | --------------- |
| Isabelle Laroche (Sortante) | Sans opposition | Sans opposition |

| Candidats conseiller #6 | Vote            | %               |
| ----------------------- | --------------- | --------------- |
| Matthieu Giroux         | Sans opposition | Sans opposition |

- Décès d'André Samson, conseiller #3, le 26 août 2023[7].

- Élection de Julie Duhaime au poste de conseillère #3 le 10 décembre 2023[8].

| Candidats conseiller #3 | Vote      | %     |
| ----------------------- | --------- | ----- |
| Julie Duhaime           | 92        | 50,27 |
| Alexandre Thomassim     | 91        | 49,73 |
| Bulletins rejetés       | 0         |       |
| Taux de participation   | 183 / 817 | 22,40 |